# صادق طباطبائي
صادق طباطبائي (12 ديسمبر 1943 - 21 فبراير 2015) هو كاتب إيراني وصَحَفي ومُذيع تلفزيوني وأُستاذ جامعي في جامعة طهران وسياسي شَغل منصب نائب رئيس وزراء إيران أثناء حُكم رئيس الوزراء مهدي بازركان وبعد استقالته. كما كان نائب وزير الداخلية خلال حكومة بازركان وعقد إستفتاء مارس 1979. كما كان سفير إيران في ألمانيا (1982 - 1986).

## الوفاة
توفي في 21 فبراير 2015 في دوسلدورف في ألمانيا، حيث كان يُقيم قبل 6 أشهر من وفاته. وكان مُصاب بسرطان الرئة.